# Buellia endoferruginea
Buellia endoferruginea är en lavart som beskrevs av Bungartz. Buellia endoferruginea ingår i släktet Buellia och familjen Physciaceae.   Inga underarter finns listade i Catalogue of Life.